# Een bar in de Folies-Bergère
Een bar in de Folies-Bergère (originele Franse titel: Un bar aux Folies Bergère) (1882) is het laatste grote werk van de Franse kunstschilder Édouard Manet, olieverf op doek, 96 x 130 groot. Het toont een bardame en achter haar de weerspiegelde weergave van de bekende nachtclub Folies Bergère in Parijs, waar Manet graag vertoefde. Het schilderij is thans in het bezit van de Courtauld Institute of Art te Londen.

## Folies Bergère
De Folies Bergère werd geopend in 1869 en groeide vrijwel direct uit tot de meest enerverende plek in het Parijs van de jaren 1870. Gemodelleerd naar een toen in zwang zijnde Engelse stijl en als een der eerste etablissementen uitgebreid voorzien van elektrische kroonluchters, was het in die tijd een toonbeeld van moderniteit, geheel anders dan de vele Parijse café chantants. In 1882 gold het inmiddels als een soort tempel van het 'joie de vivre', waar amusement samenging met een hapje en een drankje. Bezoekers kwamen niet meer alleen uit de hoogste kringen maar ook uit de Franse middenklasse, die in die periode haar hoogtijdagen beleefde. Tal van bekende artiesten uit die tijd traden er op en bekende kunstenaars, waaronder de schrijvers Guy de Maupassant en Joris-Karl Huysmans, legden haar unieke atmosfeer vast. Tot hen behoorde ook Manet.

## Suzon
De door Manet geportretteerde bardame heette Suzon en stond in de laatste periode van Manets leven vaker model voor hem. Ze werkte ook daadwerkelijk in de Folies Bergère. Bardame was in de tijd een erg gewilde betrekking bij jonge meisjes in het toenmalige Parijs. Het verdiende weliswaar niet veel, maar bood mogelijkheden om betrekkingen aan te knopen met heren in goeden doen en zodanig te ontsnappen aan een ordinair bestaan. De Parijse bardames uit die tijd waren fameus maar hadden tegelijkertijd een reputatie die raakte aan die van prostituees. Manet beeldt Suzon echter af met een dromerige, afwezige blik, die de indruk wekt alsof ze niet op haar plaats is. Het diep uitgesneden decolleté wordt deels verholen door een grote corsage. Ze is anders dan het prototype van de toenmalige 'meisjes van plezier'.

## Spiegel
Op het eerste gezicht is de compositie van het schilderij wat verwarrend, omdat het tafereel op de achtergrond grotendeels in een spiegel is te zien. Daarbij heeft Manet zich ook nog eens grote artistieke vrijheden veroorloofd door belangrijke perspectiefregels te negeren. Hij laat de spiegelreflectie van Suzon naar rechts verschuiven en laat haar bovendien iets naar voren buigen. Ook de heer met de hoge hoed, met wie Suzon in gesprek is, zou gezien vanuit het perspectief van de schilder, eveneens op de voorgrond te zien moeten zijn, tegenover haar. Diverse kunsthistorici zijn van mening dat Manet dit bewust heeft gedaan om een effect van aanwezigheid te creëren. Het lijkt alsof de toeschouwer zelf tegenover Suzon staat en daadwerkelijk bij het tafereel aanwezig is. De illusie van aanwezigheid wordt nog versterkt door aan de lijst van het schilderij het effect mee te geven alsof ze samenvalt met de omlijsting van de spiegel, hoewel ook dat bij nadere beschouwing slechts schijn blijkt.

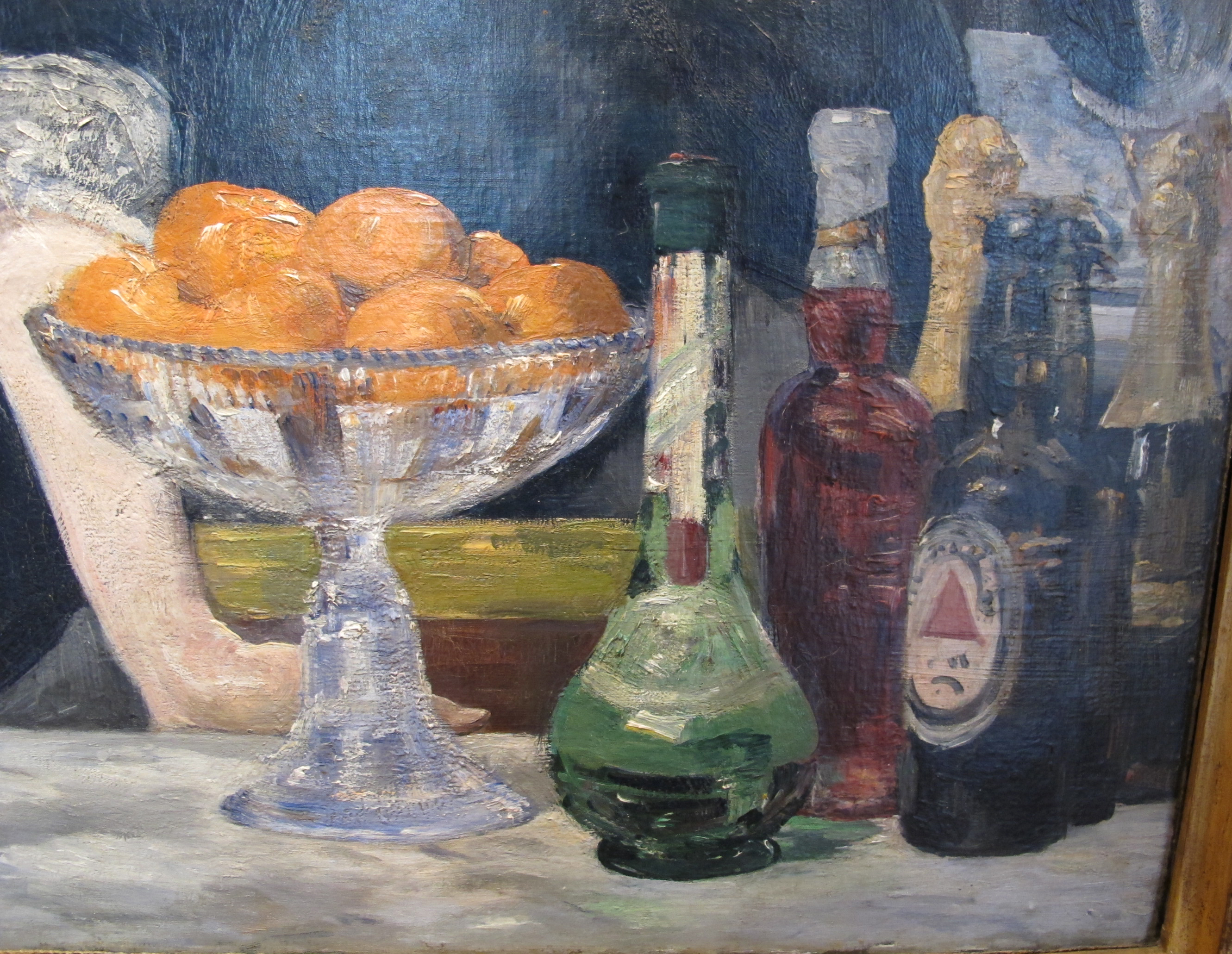
Flessen rechts op de bar, met sinaasappels

## Perspectief en realisme
Een bar in de Folies-Bergère zit boordevol details, welke op het eerste oog realistisch zijn weergegeven, maar dat objectief beschouwd niet blijken te zijn.
Op de voorgrond van het werk schildert Manet een soort van langgerekt stilleven van de bar, met champagneflessen, wijnen en likeuren, zoals die in die tijd ook daadwerkelijk op de dranklijst voorkwamen. Ook zien we zorgvuldig uitgewerkte bloemen in een glaasje en een schaal met sinaasappels, die de indruk wekken dat Manet, net als de naturalistische schrijvers uit die tijd (Zola, Maupassant), een zorgvuldige weergave van de werkelijkheid wil geven. Toch speelt hij opzichtelijk met die schijnbare objectiviteit. Zijn weergave is duidelijk een simplificatie en een zorgvuldige studiorangschikking, onder meer geïllustreerd door het feit dat de champagne niet in het ijs staat. Ook de sinaasappels zijn door Manet kunstmatig toegevoegd, als een vaker door hem gebruikt symbool voor prostitutie.
Het spelen met de basiswaarden van het realisme komt ook tot uitdrukking in de weerspiegelde weergave van de zaal en de loges van de Folies Bergère. We zien veel details die ondanks hun relatieve vaagheid opnieuw een schijn van realisme oproepen. Linksboven zien we nog net de benen van een trapezeartiest en overal zitten donkergeklede heren en dames met lange handschoenen, die meer aandacht voor elkaar hebben dan voor de show. De plaats van de bar komt echter niet overeen met de positie van een der drie toenmalige bars en de loges zijn in de spiegel duidelijk te laag geschilderd, waarmee opnieuw wordt gezondigd tegen de regels van het perspectief.

## Atelierwerk
Manet schilderde Een bar in de Folies-Bergère niet op locatie, in de nachtclub zelf, maar in zijn atelier. Ook Suzon exposeerde voor dit werk in zijn studio. Manet had voor de gelegenheid zelfs een bar in zijn atelier laten aanbrengen, hetgeen onder meer de kunstmatigheid van de rangschikking van de barattributen verklaard.
Manet was in 1882 inmiddels ook te ziek om nog buitenshuis te schilderen. Tijdens het werken aan het schilderij moest hij regelmatig tussentijds rusten. Uiteindelijk zou Een bar in de Folies-Bergère zijn laatste meesterwerk blijken. Werkend op basis van eerdere schetsen en vooral vanuit zijn herinnering kan de enigszins vage achtergrond worden gezien als een soort laatste weerspiegeling van de wereld waarin hij zich als dandy zo thuis voelde maar die hij binnenkort zou moeten verlaten. Het wordt beschouwd als een uniek tijdsdocument van Parijs als mondaine stad van de spiegels, zoals het wel werd genoemd, in al haar ijdelheid, met het barmeisje Suzon als symbool voor het daarbinnen geïsoleerde individu.